# Antônio Carlos Valente
Antônio Carlos Valente (Nasc: Antônio Carlos Valente da Silva - Rio de Janeiro, 1952) é um ex-presidente do Grupo Telefônica no Brasil. Formou-se em Engenharia Elétrica pela Pontifícia Universidade Católica do Rio de Janeiro (PUC-RJ), sendo também pós-graduado em Administração e Negócios pela mesma instituição.

## Carreira
Começou a carreira no Sistema Telebrás, onde ocupou vários cargos, entre eles o de gerente do Departamento de Planejamento Técnico da Telebrás e da Telerj. Em 1997, passou a integrar o Conselho Diretor da Agência Nacional de Telecomunicações (Anatel), da qual também foi vice-presidente e onde permaneceu durante sete anos. Também em 1997, atuou como Assessor Especial do Ministro das Comunicações, além de ter sido membro das comissões de avaliação da União Internacional de Telecomunicações (UIT).

### Telefônica
Sua trajetória na Telefônica teve início em 2004, quando assumiu a presidência do Grupo no Peru. Três anos depois, passou a ocupar a presidência do Grupo Telefônica no Brasil e também da Telefônica São Paulo (Telecomunicações de São Paulo S.A. – Telesp). Com a incorporação da operadora Vivo pela Telesp, Valente responde também, desde maio de 2011, como presidente da Telefônica Brasil (Telefônica | Vivo). 
Presidindo a empresa espanhola Telefônica, enfrentou entre 2008 e 2009 uma série de panes no serviço Speedy, a internet de banda larga da Telefônica, quando o serviço chegou a ter sua venda proibida. Outro problema enfrentado por ele foi a adequação à lei do call center, sobre a qual chegou a admitir que houve erros, assumindo a responsabilidade da empresa: "deveríamos ter trabalhado com muito mais antecedência".
Em setembro de 2012, Valente inaugurou o novo Data Center da Telefônica | Vivo, o maior da América Latina, que recebeu investimento de R$ 400 milhões. O empreendimento busca integrar o armazenamento de dados das operações móvel e fixa do Grupo.

## Outras Atividades
Fora da Telefônica, Valente preside a Associação Brasileira de Telecomunicações (Telebrasil) e o SindTelelebrasil. Em abril de 2011, assumiu também a presidência da Câmara Espanhola de Comércio no Brasil. Em maio de 2012, Valente foi um dos homenageados com o Prêmio Executivo de Valor, promovido pelo jornal Valor Econômico.